# Axiale periode
De axiale periode of spiltijdperk is de periode van 800 v.Chr. tot 200 v.Chr. waarin radicale culturele veranderingen plaatsvonden. De naam is gemunt door Karl Jaspers in zijn Vom Ursprung und Ziel der Geschichte vanwege de vernieuwingen in religie en filosofie in die periode. Naast het monotheïsme in het Midden-Oosten, ontstonden in China het confucianisme en taoïsme, in India het hindoeïsme en boeddhisme en in Griekenland het rationalisme. Deze veranderingen zouden tot op heden de basis vormen van de samenleving. 